# SIKON NTM-I 4
SIKON NTM-I 4 je naziv za četri kontigent Slovenske vojske, ki je sodeloval pri Natovi mednarodni vojaški operaciji Nato Training Mission - Iraq (NTM-I).
Kontingent je deloval v iraški vojaški bazi Al Rustamija, kjer sta častnik in podčastnik opravljala dolžnost vojaškega inštruktorja.
Avgusta 2007 je kontigent zamenjal naslednji kontingent SIKON NTM-I 5.